# Christiern Pedersen
Pour les articles homonymes, voir Pedersen.
Christiern Pedersen (vers 1480 – 16 janvier 1554) est un humaniste danois.
Chanoine de la cathédrale de Lund, il publie le premier dictionnaire bilingue latin-danois, Vocabularium ad usum Dacorum (1510), ainsi que la première édition de la Gesta Danorum de Saxo Grammaticus (1514). Après sa conversion au luthéranisme, il s'installe à Malmö et y fonde une imprimerie. Il achève en 1550 la première traduction intégrale de la Bible en danois. Il a également écrit de nombreux autres livres.
Régis Boyer voit en lui « le premier grand humaniste du Nord ».